# رود تومانسکایا
رود تومانسکایا (انگلیسی: Tumanskaya) یک رودخانه در ناحیه خودگردان چوکوتکای کشور روسیه است.